# Ecbletodes
Ecbletodes é um gênero de mariposa pertencente à família Crambidae.